# ناحیه عین مخلوف
ناحیه عین مخلوف (به عربی: دائرة عین مخلوف) یک ناحیه در الجزایر است که در استان قالمه واقع شده‌است. ناحیه عین مخلوف ۳۵٬۴۱۴ نفر جمعیت دارد.